# دينيس دوغا
دينيس دوغا هو لاعب كرة قدم سلوفاكي في مركز الوسط، ولد في 5 سبتمبر 1994 في مييافا في سلوفاكيا. شارك مع منتخب سلوفاكيا تحت 21 سنة لكرة القدم. أما مع النوادي، فقد لعب مع سلافيا براغ ونادي سبارتاك ميافا.

## وصلات خارجية
- دينيس دوغا على موقع قاعدة بيانات كرة القدم.إي يو (الإنجليزية)
- دينيس دوغا على موقع Soccerway.com (الإنجليزية)